# The Divine Wings of Tragedy
The Divine Wings of Tragedy é o terceiro álbum de estúdio da banda de metal progressivo Symphony X, lançado em 1997. Em 2020, a Metal Hammer incluiu o lançamento em sua lista dos 10 melhores álbuns de 1997 e também em sua lista de 20 melhores álbuns de metal do mesmo ano. Em 2021, o álbum apareceu em mais uma lista da publicação, desta vez na de melhores álbuns de metal sinfônico de todos os tempos, na qual figurou na 15ª colocação. Em 2017, o portal Loudwire o elegeu como o 8º melhor disco de power metal de todos os tempos.

## Faixas
| N.º | Título                                                   | Letras                                  | Música                                  | Duração |  |
| 1.  | "Of Sins and Shadows"                                    | Miller                                  | Michael Romeo, Michael Pinnella         | 4:58    |  |
| 2.  | "Sea of Lies"                                            | Russell Allen                           | Michael Romeo, Miller, Michael Pinnella | 4:18    |  |
| 3.  | "Out of the Ashes"                                       | Russell Allen                           | Michael Romeo, Miller, Michael Pinnella | 3:39    |  |
| 4.  | "The Accolade"                                           | Russell Allen                           | Michael Romeo, Miller, Michael Pinnella | 9:51    |  |
| 5.  | "Pharaoh"                                                | Russell Allen                           | Symphony X                              | 5:30    |  |
| 6.  | "The Eyes of Medusa"                                     | Miller                                  | Michael Romeo, Miller, Michael Pinnella | 5:27    |  |
| 7.  | "The Witching Hour"                                      | Russell Allen, Michael Romeo            | Michael Romeo, Michael Pinnella         | 4:15    |  |
| 8.  | "The Divine Wings of Tragedy" - VII. "Paradise Regained" | Michael Romeo, Miller, Michael Pinnella | Michael Romeo, Miller, Michael Pinnella | 20:41   |  |
| 9.  | "Candlelight Fantasia"                                   | Miller                                  | Michael Romeo, Michael Pinnella         | 6:45    |  |

## Integrantes
- Russell Allen – vocal
- Michael Romeo – guitarra
- Thomas Miller – baixo
- Michael Pinnella – teclado
- Jason Rullo - bateria